# Hrabstwo Hutchinson (Dakota Południowa)
Hrabstwo Hutchinson (ang. Hutchinson County) – hrabstwo w stanie Dakota Południowa w Stanach Zjednoczonych. Obszar całkowity hrabstwa obejmuje powierzchnię 814,37 mil² (2109,21 km²). Według szacunków United States Census Bureau w roku 2009 miało 7124 mieszkańców.
Hrabstwo powstało w 1862 roku. Na jego terenie znajdują się następujące gminy (townships): Capital, Clayton, Cross Plains, Fair, German, Grandview, Kassel, Kaylor, Kulm, Liberty, Milltown, Molan, Oak Hollow, Pleasant, Sharon, Starr, Susquehanna, Sweet, Valley, Wittenberg, Wolf Creek.

## Miejscowości
- Dimock
- Emery
- Freeman
- Menno
- Olivet
- Parkston
- Tripp

## CDP
- Kaylor
- Milltown